# Quận (Thành phố New York)

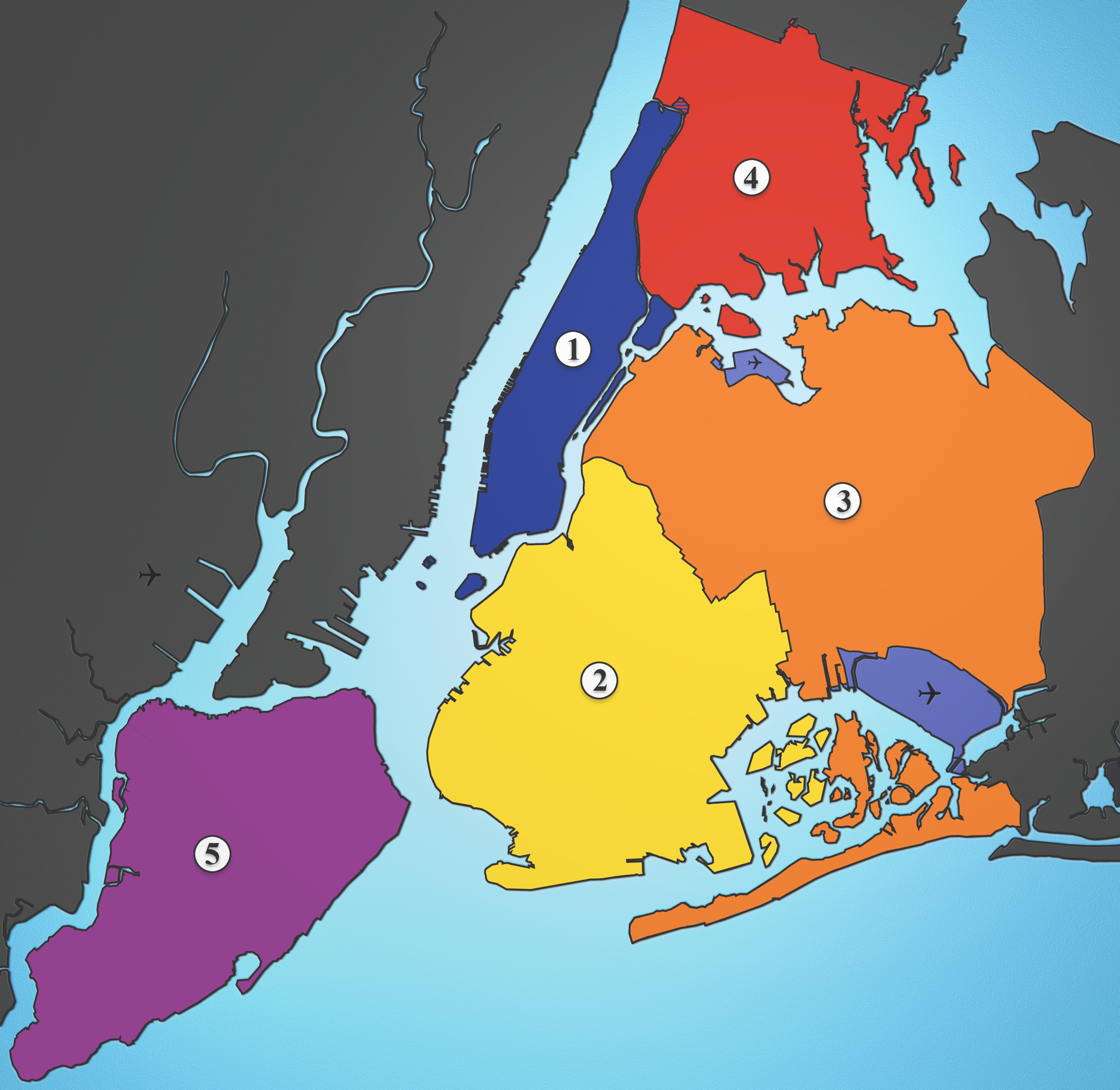
Năm quận của Thành phố New York: 1: Manhattan 2: Brooklyn 3: Queens 4: The Bronx 5: Đảo Staten

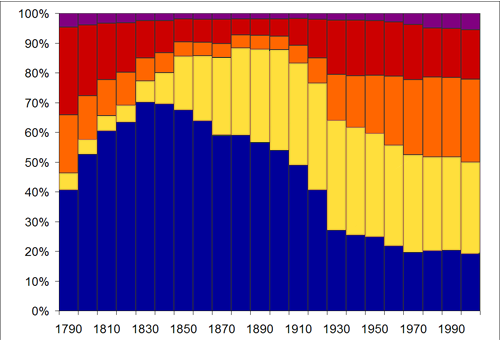
Phần trăm dân số của Thành phố New York sống trong mỗi quận: Đảo Staten, The Bronx, Queens, Brooklyn and Manhattan

Thành phố New York, nằm trong tiểu bang New York của Hoa Kỳ, là một trong các thành phố lớn nhất trên thế giới. Nó được chia nhỏ thành các quận (borough) vì nhiều lý do. Thuật ngữ borough được dùng để mô tả một hình thức chính quyền riêng biệt điều hành một trong 5 phần cơ bản hình thành nên thành phố thống nhất (consolidated city) vào năm 1898. Theo Hiến chương Thành phố năm 1898 được thông qua bởi cơ quan lập pháp bang New York, một "borough" là một chính quyền địa phương được tạo ra khi một hạt được sáp nhập cùng với khu vực dân cư bên trong nó. Hệ thống này, trong đó chính quyền quận của thành phố New York có quyền hạn kém hơn so với chính quyền của toàn thành phố, khác nhiều so với các hình thức chính quyền quận được dùng ở Connecticut, New Jersey và Pennsylvania, theo đó một quận có chính quyền với một mức độ độc lập, cũng như các hình thức quận khác được dùng ở các tiểu bang khác và Greater London.

## Bối cảnh
Thành phố New York thường được gọi chung là năm quận (Five Boroughs). Thuật ngữ này được dùng để ám chỉ Thành phố New York như một đơn vị chung để tránh nhằm lẫn với bất cứ quận đặc biệt nào hay với đại vùng đô thị. Nó thường được các chính trị gia dùng để tránh phải tập trung vào quận Manhattan và coi tất cả năm quận đều có vị thế giống nhau. Thuật ngữ Outer Boroughs thường là dùng để chỉ tất cả các quận, trừ quận Manhattan mặc dù trung tâm địa lý của thành phố nằm dọc theo ranh giới Brooklyn/Queens.
Mỗi quận lại có hàng trăm khu dân cư khác biệt, nhiều khu với một lịch sử nhất định và một phong cách để có tên gọi riêng cho nó. Nếu các quận là mỗi thành phố độc lập, 4 trong số các quận (Brooklyn, Queens, Manhattan, và Bronx) sẽ là một trong 10 thành phố đông dân nhất tại Hoa Kỳ (Staten island sẽ được xếp hạng thứ 37).
- Quận The Bronx là quận Bronx của tiểu bang New York.
- Quận Brooklyn là quận Kings của tiểu bang New York.
- Quận Manhattan là quận New York của tiểu bang New York.
- Quận Queens là quận Queens của tiểu bang New York.
- Quận Đảo Staten là quận Richmond của tiểu bang New York.

Tất cả các quận của thành phố được thành lập vào năm 1898 trong thời gian thành phố được mở rộng khi các ranh giới của thành phố hiện tại được thiết lập. Quận The Bronx ban đầu là những phần đất của quận New York (của tiểu bang New York) trước đó được quận Westchester (của tiểu bang) New York nhượng lại cho đến khi quận Bronx (của tiểu bang New York) được thành lập năm 1914. Quận Queens ban đầu gồm có phần phía tây của quận Queens (của tiểu bang New York) cho đến khi quận Nassau (của tiểu bang New York) được thành lập từ ba thị trấn phía đông vào năm 1899. Quận Đảo Staten tên chính thức từng là quận Richmond cho đến khi được đổi vào năm 1975 để phản ảnh đúng tên của nó.
Mỗi quận được một quận trưởng đại diện. Trừ quận Manhattan, mỗi quận đều có một đại sảnh quận (các chức năng tương tự hay chức năng khác của quận Manhattan đều nằm trong Tòa Thị chính Manhattan). Quận trưởng hiện nay có ít quyền hành pháp và mỗi quận không có chức năng lập pháp. Phần lớn quyền hành pháp do thị trưởng Thành phố New York nắm giữ và chức năng lập pháp là trách nhiệm của các ủy viên Hội đồng Thành phố New York. Vì các quận của thành phố cũng là các quận của tiểu bang New York nên mỗi quận cũng có bầu ra một biện lý quận giống như các quận khác của tiểu bang.

## Marble Hill
Marble Hill, một vùng đất nhỏ theo vị trí địa lý thì nằm trên đất liền Bắc Mỹ (phần lớn Thành phố New York là các hòn đảo) và gần như là một phần đất của quận Bronx nhưng thật ra là phần đất của quận Manhattan. Sau khi có sự gia tăng lưu lượng giao thông đường thủy vào thập niên 1890, Công binh Lục quân Hoa Kỳ đã xây dựng Kênh đường thủy Sông Harlem. Sự việc này làm cho Marble Hill trở thành 1 hòn đảo có ranh giới là con kênh về phía nam và dòng chảy ban đầu của Sông Harlem ở phía bắc. Kênh củ này sau đó bị san lấp vào năm 1914 và Marble Hill được nối lại với đất liền Bắc Mỹ. Một thỏa hiệp sau đó giữa các quận trưởng có liên quan đã ra chỉ thị rằng khu dân cư này thực sự là thuộc quận the Bronx. Tuy nhiên, thỏa ước này chưa bao giờ được lập pháp thông qua vì vậy vùng đất này vẫn thuộc quận New York (quận của tiểu bang).

## Quận thứ sáu
Mặc dù chỉ có 5 quận, một số khu vực gần và cách xa thường được dí von ám chỉ là "quận thứ sáu" của Thành phố New York. Những nơi mà người ta hay nói đến là "quận thứ sáu" gồm có tiểu bang New Jersey (đặc biệt là quận Hudson, New Jersey hay Newark, New Jersey); quận Nassau, New York; Philadelphia và thậm chí cả Israel. Lời đề nghị đáng được xem xét nhất là một dự luật năm 1934 có đề nghị nhập Yonkers thành quận thứ sáu của Thành phố New York.